# اوری بن-آری
اوری بن-آری (انگلیسی: Uri Ben-Ari؛ ۱۹۲۵ – ۲۰۰۹) دیپلمات، نویسنده و سرتیپ نیروهای دفاعی اسرائیل بود. او به عنوان نیروی محرکه در تغییر ارتش اسرائیل از پیاده‌نظام به نیروهای زرهی شناخته می‌شد.
بن-آری در محله شونبرگ در برلین غربی آلمان، با نام هاینز بنر، در خانواده‌ای ثروتمند از تاجران لباس متولد و بزرگ شد. وقتی شش ساله بود، مادرش با یک آلمانی ازدواج کرد و دو سال بعد درگذشت. وی ۱۳ ساله بود که او و پدرش شاهد آتش گرفتن کنیسه نزدیک در شب کریستال بودند. چند روز بعد، او در یک مراسم عمومی از مدرسه اخراج شد که در آن مدیر مدرسه در حضور کل مدرسه به او دستور داد که رژه برود و هرگز برنگردد، زیرا - همان‌طور که مدیر مدرسه در حیاط مدرسه فریاد زد - او متعلق به «نژادی بود که جنایات وحشتناک و فجیعی علیه امپراتوری و مردم آلمان مرتکب شده بودند.» پدرش به همراه بسیاری از بستگانش در هولوکاست به قتل رسید، اما پسرش را با فرستادن او به فلسطین تحت قیمومیت به عنوان بخشی از مهاجرت جوانان قبل از شروع جنگ جهانی دوم نجات داد. وی به کیبوتص عین گو در سواحل دریاچه کینرت رسید و در آنجا نامش به اوری بن آری تغییر کرد. در سال ۱۹۴۶ او در پالماخ ثبت نام کرد و در بیشتر جنگ‌های اسرائیل شرکت داشت.
وی در سمت‌های فرماندهی مختلفی از جمله فرمانده سپاه زرهی پس از موفقیت در بحران سوئز و معاون فرماندهی جنوبی در طول جنگ یوم کیپور خدمت کرد.
او خدمت خود را به عنوان فرمانده نیروهای زرهی ذخیره به پایان رساند و به عنوان کنسول اسرائیل در نیویورک (۱۹۷۵–۱۹۷۸) منصوب شد. همچنین، پس از بازنشستگی، شروع به نوشتن کتاب‌هایی در مورد خدمت سربازی خود کرد.
او دریافت کننده جایزه ادبی نظامی اسحاق سده در سال ۱۹۹۵ برای کتابش «دنبالم بیا!» است، داستانی از یک فرمانده گروهان در نبرد اورشلیم در طول جنگ فلسطین ۱۹۴۷–۱۹۴۹.
رمان او با عنوان در یک خفگی بر اساس خاطرات او از کودکی‌اش در آلمان نازی نوشته شده و داستان پنج پسر یهودی را در برلین بین سال‌های ۱۹۳۳ تا ۱۹۳۹ روایت می‌کند.
در سال ۱۹۶۵ او با همسر سوم خود، میلکا بن-آری، ازدواج کرد. بن-آری چندین فرزند داشت: دو فرزند از ازدواج اولش، دو فرزند از ازدواج دومش و دو فرزند از میلکا. او در گورستان کیبوتس شفائیم به خاک سپرده شد.